# 邝任农
邝任农（1912年2月13日—2003年4月25日），中国人民解放军中将。1955年获一级八一勋章、一级独立自由勋章、一级解放勋章，1988年获一级红星功勋荣誉章。